# Juan Ignacio Sills
Juan Ignacio Sills (San Antonio de Areco, 5 aprile 1987) è un calciatore argentino, difensore dell'Agropecuario.

## Caratteristiche tecniche
È un difensore centrale che può giocare da mediano davanti alla difesa.

## Carriera
È cresciuto nelle giovanili del Vélez Sarsfield.

## Palmarès
- Campionato argentino: 3

Vélez Sarsfield: 2010-2011 (C), 2012-2013 (Torneo Inicial), 2012-2013
- Primera B Nacional: 1

Aldosivi: 2024